# Silvia Maureen Williams
Silvia Maureen Williams (n. 1937) es una abogada, académica e investigadora argentina. Desde 2001 es la Presidenta de la Comisión Internacional de Derecho Espacial de la International Law Association que tiene sede central de Londres. Desde 2016 es representante de la Argentina en el Panel Especial de Árbitros sobre Espacio Ultraterrestre en la Corte Permanente de Arbitraje de las Naciones Unidas.
Su campo de trabajo se halla bajo la órbita del derecho y las relaciones internacionales, el derecho ambiental internacional y el derecho del espacio.

## Biografía

### Estudios
Williams estudió abogacía en la Facultad de Derecho de la Universidad de Buenos Aires, finalizando sus estudios en 1989, por sus calificaciones recibió honores. Obtuvo el título de doctora en Derecho y Ciencias Sociales
Luego continuó sus estudios de posgrado en la Universidad de París II (Diplôme de Spécialisation cum laude), en la  Universidad de Oxford y cursó su  Maestría en Derecho (Master of Laws o LL.M.) en el University College de la  Universidad de Londres.

### Trayectoria profesional
Se desempeñó en el àrea de derecho espacial, en 1999 fue la relatora del Unispace III sobre derecho espacial en el siglo XXI. Posteriormente en 1992 fue la Jefa de la delegación de la ILA (International Law Association o Asociación de Derecho Internacional)a la Conferencia de Río sobre el Medio Ambiente y el Desarrollo.
Williams es Investigadora Superior en el Instituto de Investigaciones Jurídicas y Sociales Ambrosio L. Giojia del Conicet en Argentina.  Allí es la Directora del proyecto de investigación en la ley y la ley espacial internacional.
Su campo de trabajo se halla bajo la órbita del derecho y las relaciones internacionales, el derecho ambiental internacional y el derecho del espacio.
Fue ponente general de la Comisión de Derecho del Espacio de la de la Asociación de Derecho Internacional (ILA) entre 1988 y 2001, miembro del Consejo Ejecutivo de la Asociación Internacional de Derecho con sede en Londres. 
Es miembro titular de la Comisión Directiva del Royal Institute of International Affairs de  Londres (Instituto Internacional de Derecho Espacial) y miembro del Consejo Directivo del Instituto Iberoaméricano de Derecho Aeronáutico y del Espacio con sede en Madrid. También es Miembro del Tribunal Permanente de Arbitraje del Colegio de Abogados de la Ciudad de Buenos Aires. Además en Miembro del Grupo United Nations Experts on Promoting Education in Space Law, Oficina de las Naciones Unidas para el Espacio Ultraterrestre en Viena. También es Miembro titular, y codirectora,  del Institut International de Droit de l’Espace de París, (International Astronautical Federation - IAF). 
Desde 2001 es la Presidenta del Comité Internacional de Derecho Espacial de la Asociación de Derecho Internacional (ILA - Londres) y es observador permanente de la COPUOS.
Tiene un cargo de Profesora titular de Derecho Internacional en la UBA y en la Universidad de Belgrano es Profesora de Relaciones Internacionales.
Además ostenta el cargo de Honorable Asesora en Derecho Internacional del Espacio en la CONAE (Agencia Espacial de Argentina).
Es Académica de número de la Academia Argentina de Ciencias Aeronáuticas y Espaciales y Académica de número de la Academia Internacional de Astronáutica en París.
En 2016 fue designada representante de la Argentina en el Panel Especial de Árbitros sobre Espacio Ultraterrestre en la Corte Permanente de Arbitraje de las Naciones Unidas.

## Obra
Ha escrito cientos de artículos para revistas académicas. Ha redactado capítulos de libros en el Reino Unido, Argentina, EE. UU., Francia, Alemania y España en el campo del derecho internacional y el derecho del espacio.

### Libros
- Telecomunicaciones por satélites, Buenos Aires, editorial Abeledo-Perrot, 1981,  OCLC 71406584
- El riesgo ambiental y su regulación: Derecho internacional y comparado, residuos espaciales protección de la capa de ozono, Buenos Aires, editorial Abeledo-Perrot, 1998, ISBN 9789502011431.
- Derecho internacional contemporáneo: la utilización del espacio ultraterrestre, Buenos Aires, Abeledo-Perrot, 1990, OCLC 25296892
- La información obtenida por tecnologías espaciales ante el derecho internacional, Zulia, Universidad de Zulia, 2008, OCLC 847725544
- Hechos ilícitos cometidos en misiones de paz: responsabilidad internacional y sistemas de reparación: analogías y diferencias con los mecanismos del derecho español, en colaboración con Guillermo Duberti, Montevideo, B de F, 2014, ISBN 9789974708457.

## Premios y reconocimientos
- Premio Facultad de Derecho y Ciencias Sociales de la Universidad de Buenos Aires por su tesis doctoral, La integración de los Estados en Sistemas Internacionales de Telecomunicaciones por Satélites, 1980.[4]
- Primer Premio Universidad de Belgrano a la excelencia académica, 1997.[4]
- Premio Bernardo Houssay  a la trayectoria en la investigación científica 2003, otorgado por la Secretaría de Ciencia,  Tecnología e Innovación Productiva del Ministerio de Educación, Ciencia y Tecnología de la República Argentina.[5][4]
- Premio Universidad de Belgrano a la producción científica, 2007.[4]